# Черниговский детинец
Черниговский детинец или Вал — центральная и наиболее древняя часть Чернигова, где в древнерусскую эпоху и в XVI—XVII веках находились основные городские укрепления. Расположен на высоком выступе правого берега долины Десны, ограниченном с двух сторон рекой и её притоком Стриженем.

## История
Первые укрепления сформировались здесь в VIII веке на месте более древнего поселения. Чернигов вскоре стал одним из наиболее значимых городов на Руси, о чём свидетельствует его упоминание под 907 годом в «Повести временных лет». В договоре Олега с Византией он упоминается как второй по значимости после Киева.

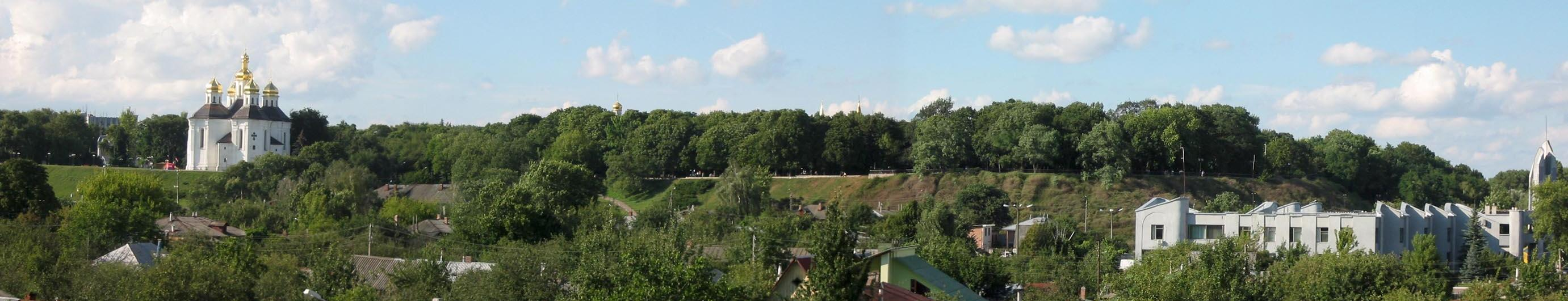
Вид на детинец со стороны Десны

Детинец занимал весь юго-западный участок мыса (около 11 га). Он был окружён земляным валом с деревянной стеной и глубоким рвом, имел три въезда: Водные, Киевские и Погорелые ворота. В детинце размещались княжеский двор, богатые усадьбы богатой знати и главные соборы города. О том, что детинец был застроен в значительной степени каменными сооружениями, кроме сохранившихся доныне Спасо-Преображенского собора и Борисоглебского соборов, свидетельствуют также остатки княжеского двора X века, состоявшего из двух каменных теремов в два — три этажа, и его епископского подворья XII века с каменной стеной и надвратной церковью. Значительным влиянием в городе пользовалось духовенство — до конца X века языческое, а затем христианское. Языческое капище находилось, вероятно, на территории детинца, где в начале XVIII века были найдены два серебряных идола. С севера и запада к детинцу примыкал Окольный Град — самая многолюдная ремесленно-торговая часть Чернигова, не уступавшая по площади киевскому городу Ярослава. Она была ограждена мощными стенами после битвы под Лиственом, когда Чернигов стал центром огромного княжества. У подножия детинца с речной стороны находился обширный черниговский подол, часть которого (вероятно, район древней пристани) была укреплена валом с деревянными конструкциями. Довольно плотно были застроены и края террас Десны и Стрижня.

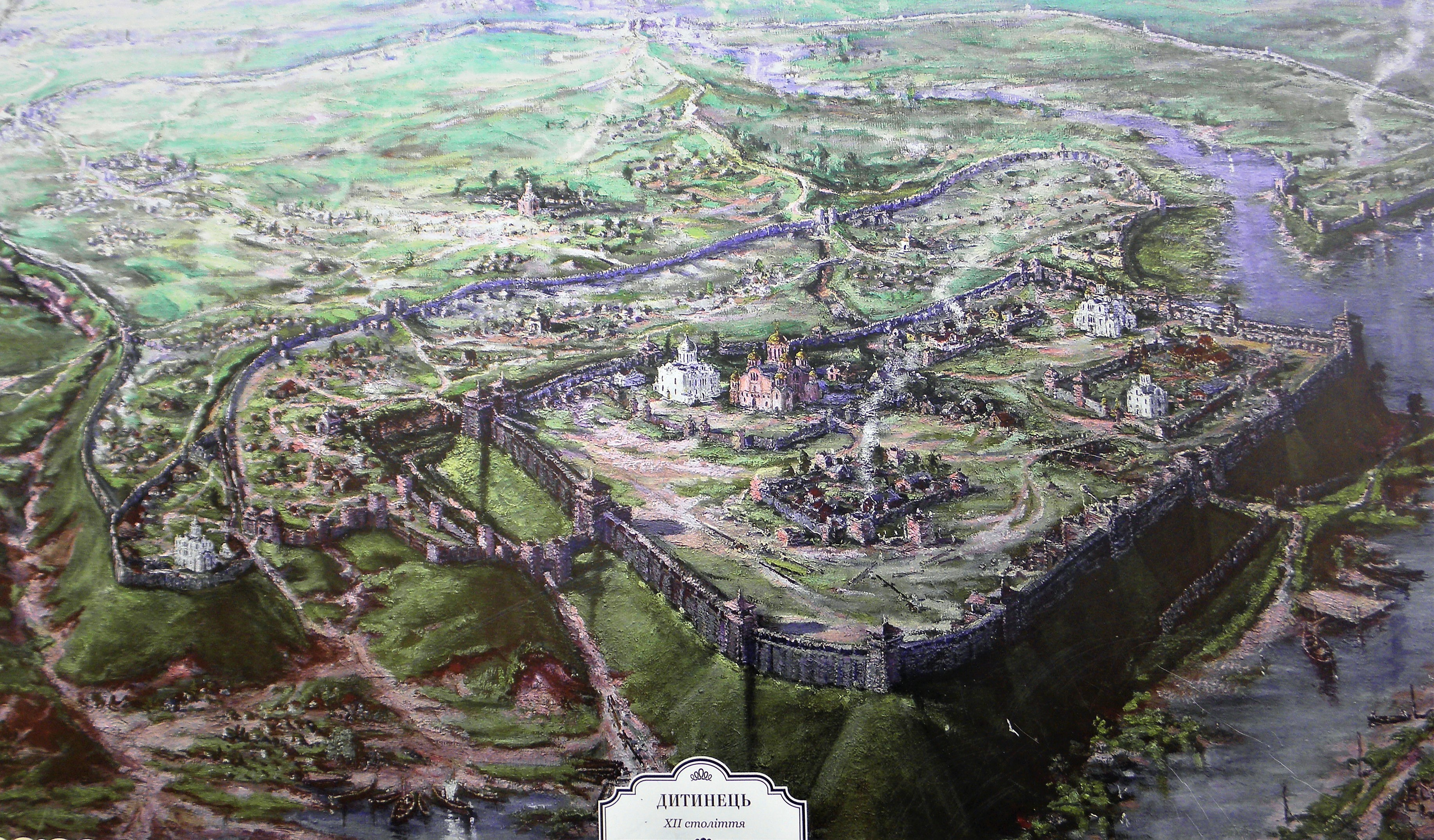
Реконструкция Черниговского детинца XII века

В XII веке существенно расширилась площадь детинца, которая составила 16 га. Первоначальный ров, проходивший в 70 м к востоку от Спасо-Преображенского собора, был засыпан и детинец расширился в восточном направлении. Одновременно расширилась на восток и граница Окольного града, площадь которого достигла 40 га. С западной стороны к детинцу примыкал Третьяк — самостоятельный укреплённый участок Окольного града площадью 20 га. К северу и западу от Окольного града находилось обширное Передгородье, укреплённое частоколом, валом, рвом.
В октябре 1239 город был сожжён ордами хана Менгу. Укрепления детинца были обновлены литовским князем Витовтом в XIV веке. Большие разрушения город претерпел от крымских татар в 1482 и 1497 годах.
В 1500 году Северская земля вместе с Черниговом отошла Русскому государству. В течение XVI века город многократно становился объектом литовско-польских нападений, но все они были отбиты. Поскольку старые укрепления пришли в негодность, в 1531 году по указу великого князя Василия III на выступающем в бок Десны мысу завершилось строительство нового деревянного детинца-кремля с пятью высокими башнями, глубоким рвом и подземным ходом к реке Стрижень. На вооружении в крепости состояли 27 пушек, а её гарнизон насчитывал около 1000 человек. Уже через три года крепость успешно выдержала литовскую осаду. После ряда осад в ходе Ливонской войны, пострадавший Черниговский детинец вновь был перестроен и укреплён в 1584—1592 годах. Улица от Погорелой (Северной) стала главной. Вдоль неё сооружались административные дома, казармы и артиллерийский двор.
Чернигов подвергся польскому разорению в Смутное время в 1610 году, когда отряды киевского подкомория Самуила Горностая обманом проникли в город и полностью его сожгли.
В 1668 году во время Левобережного восстания в Черниговском детинце на протяжении семи месяцев держал оборону против казаков царский гарнизон. Впоследствии, Черниговская крепость стала административно-политическим центром Черниговского полка, сохраняя одновременно и значение крепости. Тут в XVII века был построен дом полковника Якова Лизогуба.
В XVIII веке Детинец застраивается новыми сооружениями. Преобладающим элементом композиции стал Черниговский коллегиум с колокольней. В 1799 году крепость ликвидировали. Согласно новому плану застройки Чернигова в начале XIX века частично были раскопаны валы крепости. На их месте разбит бульвар. После 1845 года на месте Детинца и Черниговской крепости основан парк под названием Вал. Были созданы две площади: Гимназическая и Соборная.
С 1964 года принято современное название парка — Центральный парк культуры и отдыха им. М. М. Коцюбинского, а памятники на его территории вошли в состав Национального архитектурно-исторического заповедника Чернигов древний. Одна из главных достопримечательностей детинца — пушки с бастионов Черниговской крепости, подаренные по легенде городу Петром I. Всего насчитывается 12 пушек.

## Современный Детинец
Сейчас к Детинцу условно относят территорию, образующую участок схожий на треугольник между проспектом Мира (на западе), улицами Елецкой и Преображенской (на севере), улица Музейной (на востоке) и улица Подвальная (на юге).
Историко-культурное наследие:
- Памятники архитектуры: Коллегиум(1700), Дом архиепископа (1780), Дом губернатора (1804) (сейчас в здании расположен исторический музей), Здание полковой канцелярии (дом Лизогуба) конца XVII века, Черниговская женская гимназия конца XIX века(с 1983 г. в здании расположен художественный музей).
- Храмы: Спасо-Преображенский собор середины XI века, Борисоглебский собор начала XII века, Екатерининская церковь начала XVIII века.
- Памятники: Т. Г. Шевченко (установлен на месте бывшей цитадели), А. С. Пушкину, Памятник гетьману Мазепе, Памятник на братской могиле воинам освободителям (1943 г.), Партизанский камень (установлен на месте сожжённого нацистами дома горкома Компартии в 1943 г.).
- Кроме того расположено 12 чугунных пушек из бастионов Черниговской крепости (XVI—XVIII веков), поставленных на лафеты в 1911 г., на склоне возвышенности на месте некогда существовавшего оборонительного вала, подаренные (согласно легенде) Петром І городу за отвагу черниговских казаков в войне со шведами; фонтан; парк культуры и отдыха им. М. М. Коцюбинского.
- С цитадели открывается прекрасная панорама деснянской поймы и Болдиных гор, где расположены Елецкий Успенский и Троицко-Ильинский монастыри.

## Охранный статус
Постановлением Кабинета Министров УССР от 21.07.1965 № 711 «Про утверждение списка памятников искусства, истории и археологии Украинской ССР» («Про затвердження списку пам’ятників мистецтва, історії та археології Української РСР») присвоен статус памятник истории республиканского значения под названием Детинец 9-13 веков, центр древнего города Чернигова.
Постановлением Кабинета министров Украины от 03.09.2009 № 928 «Про занесение объектов культурного наследия национального значения в Государственный реестр недвижимых памятников Украины» («Про занесення об'єктів культурної спадщини національного значення до Державного реєстру нерухомих пам’яток України») присвоен статус памятник археологии национального значения с охранным № 250001-Н под названием Детинец летописного города Чернигова.

## Галерея

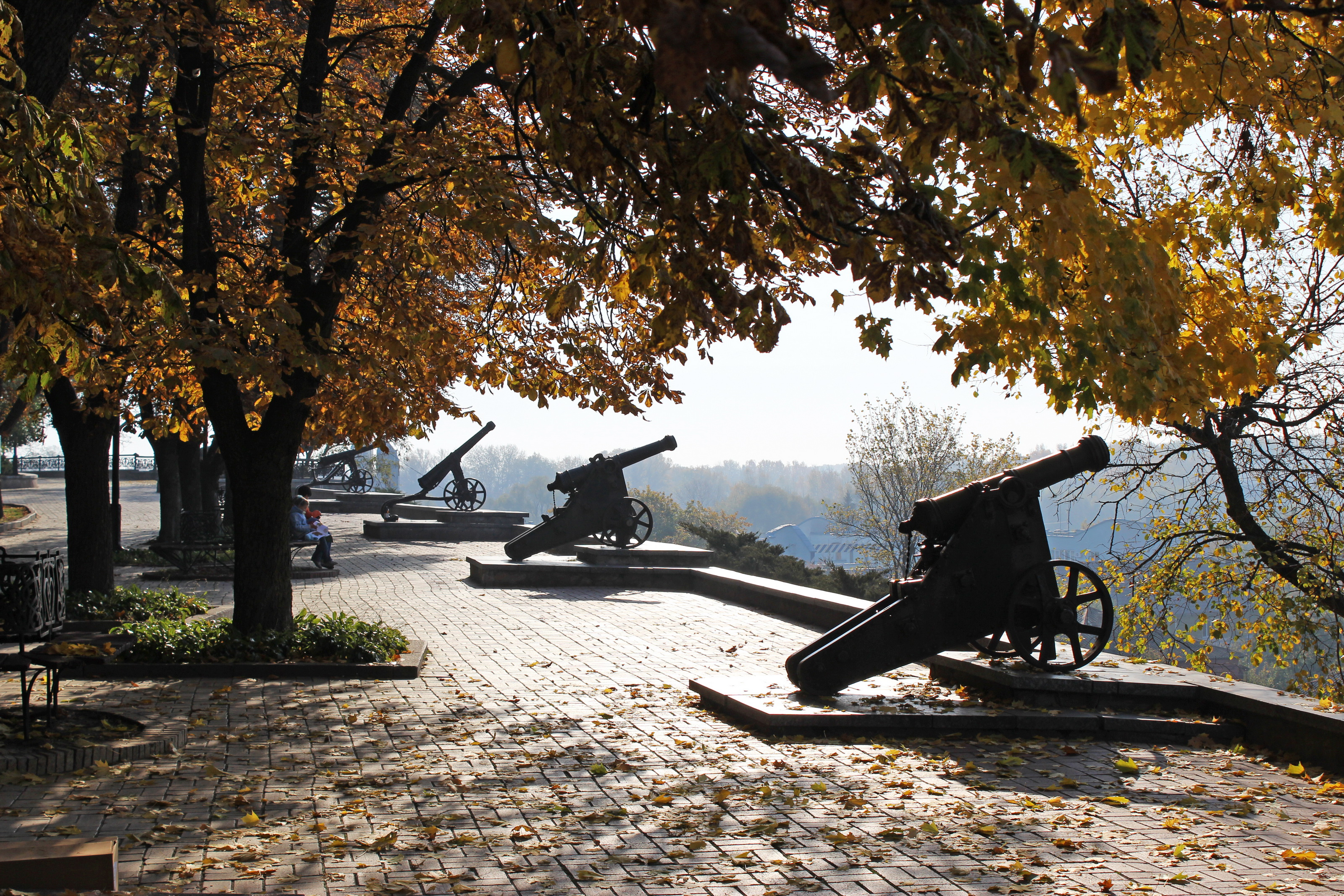
Пушки на Валу Детинца
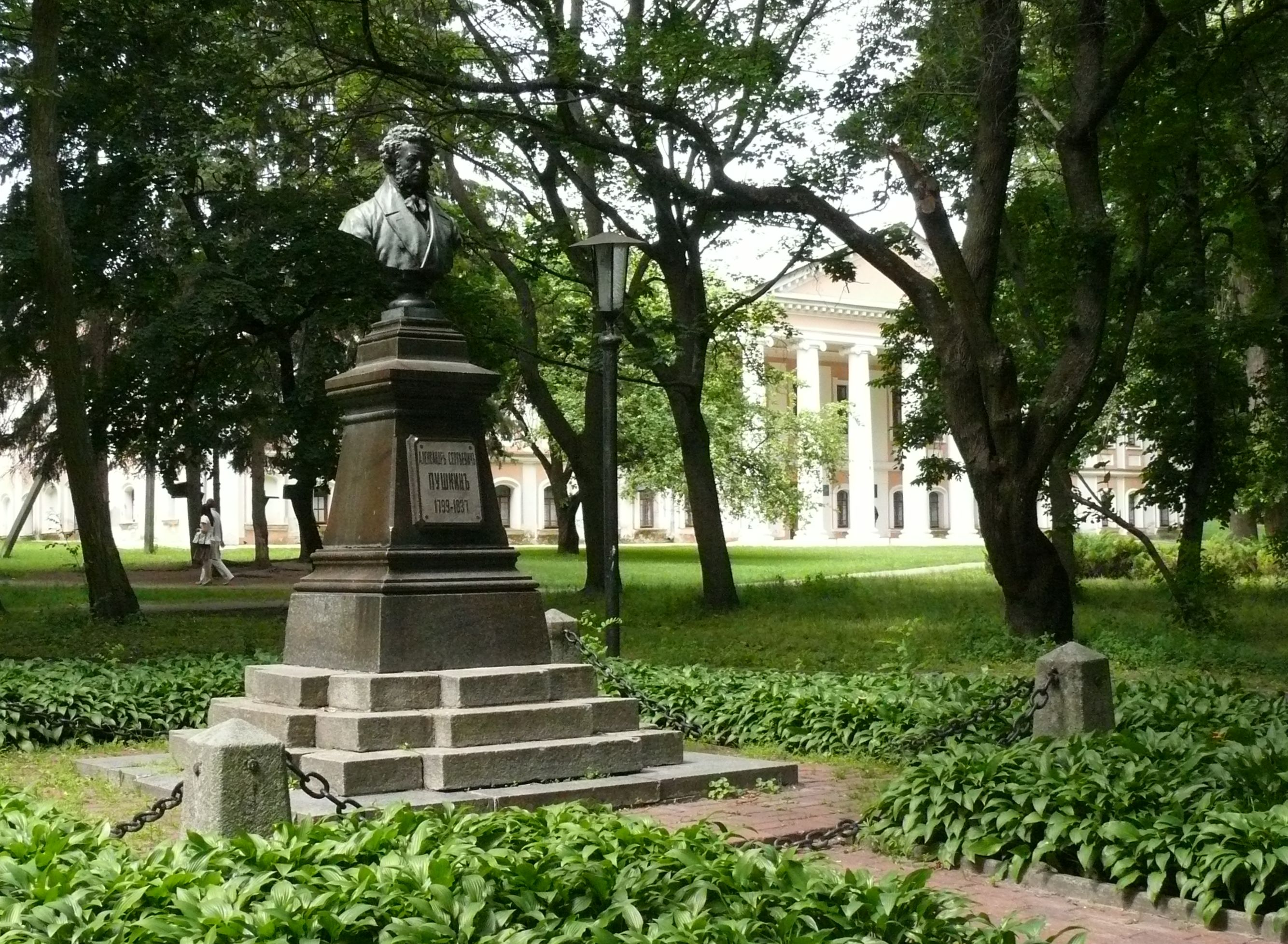
Памятник А. С. Пушкину
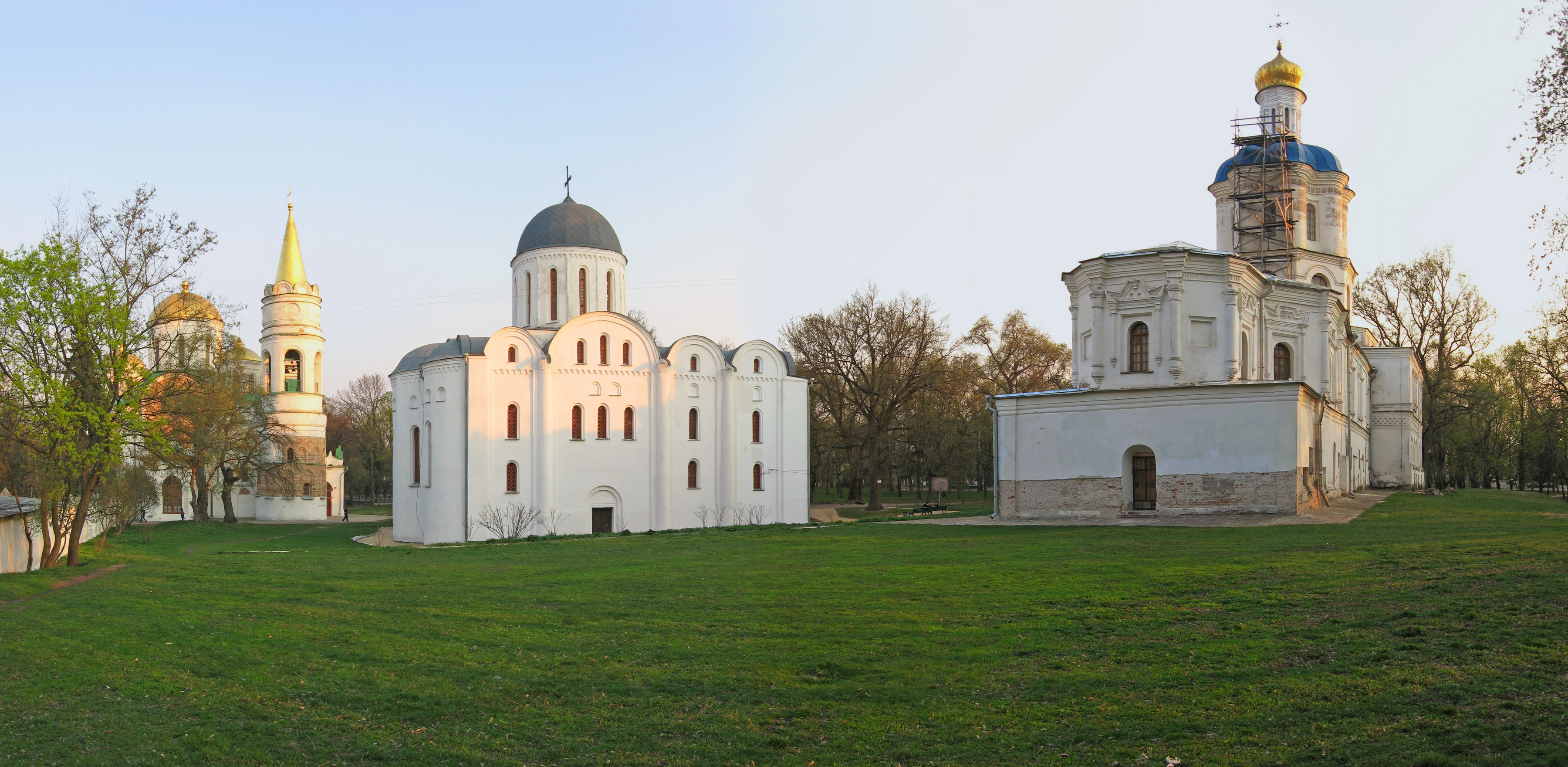
Храмы Детинца. Панорама
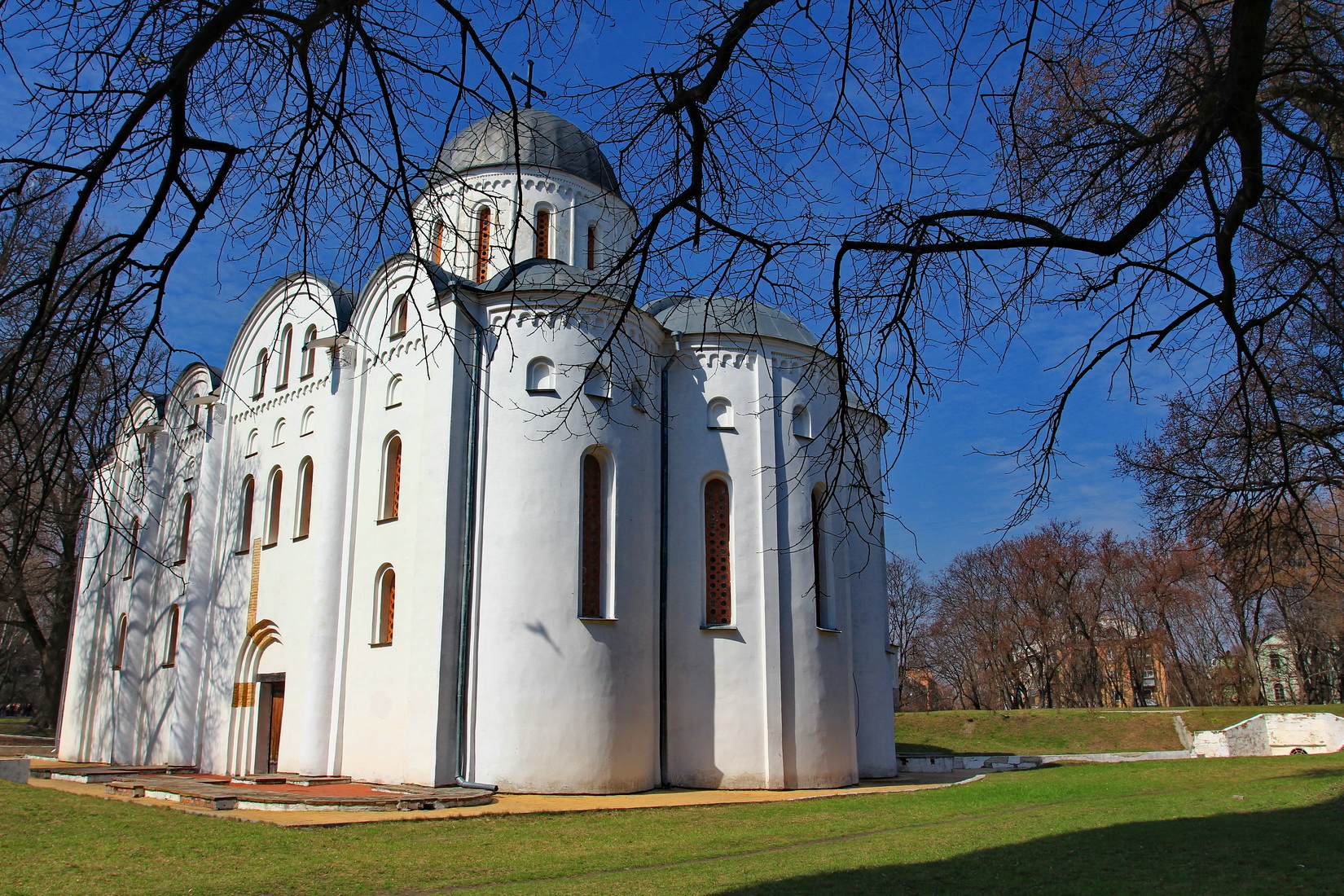
Борисоглебский собор
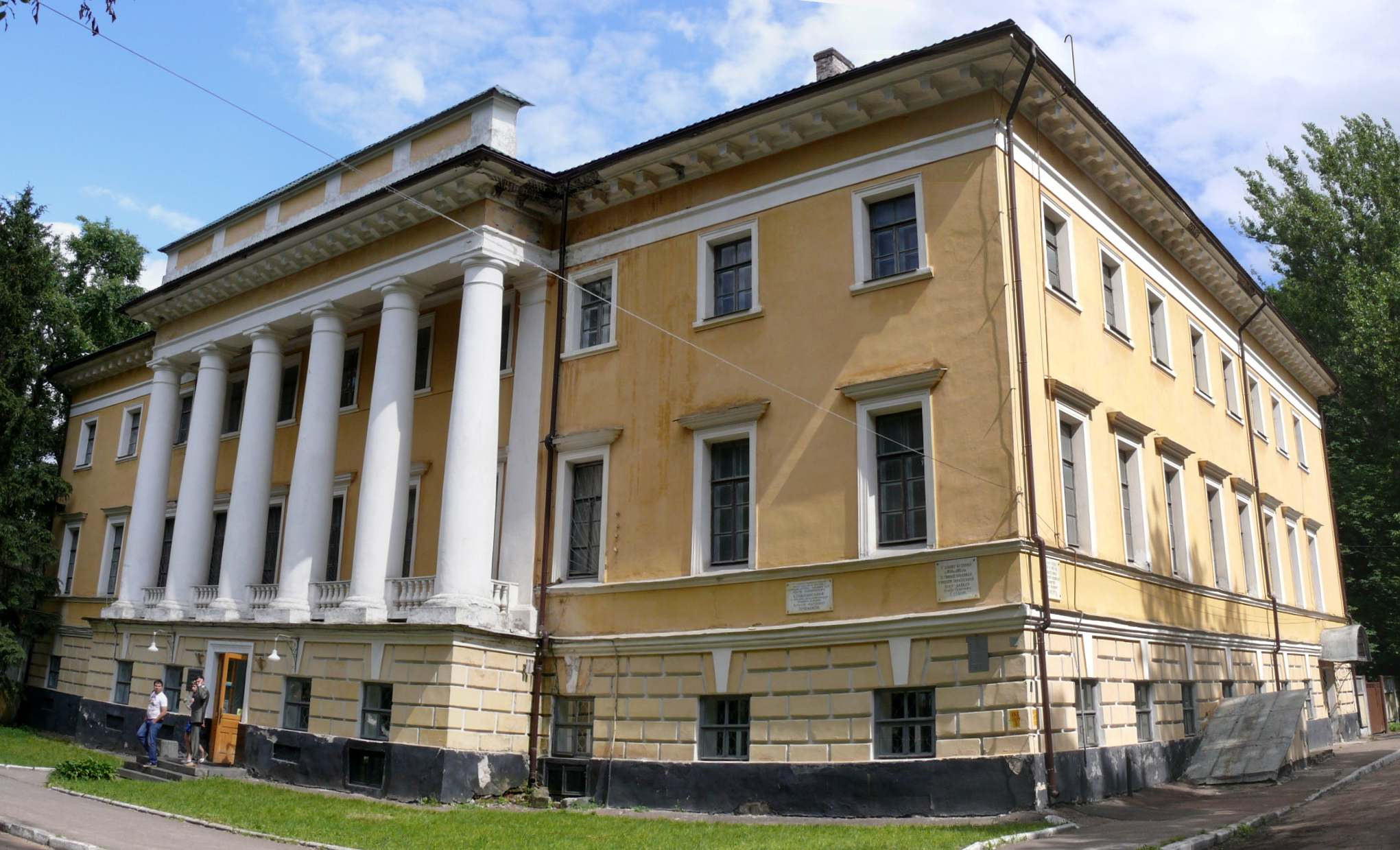
Областной исторический музей
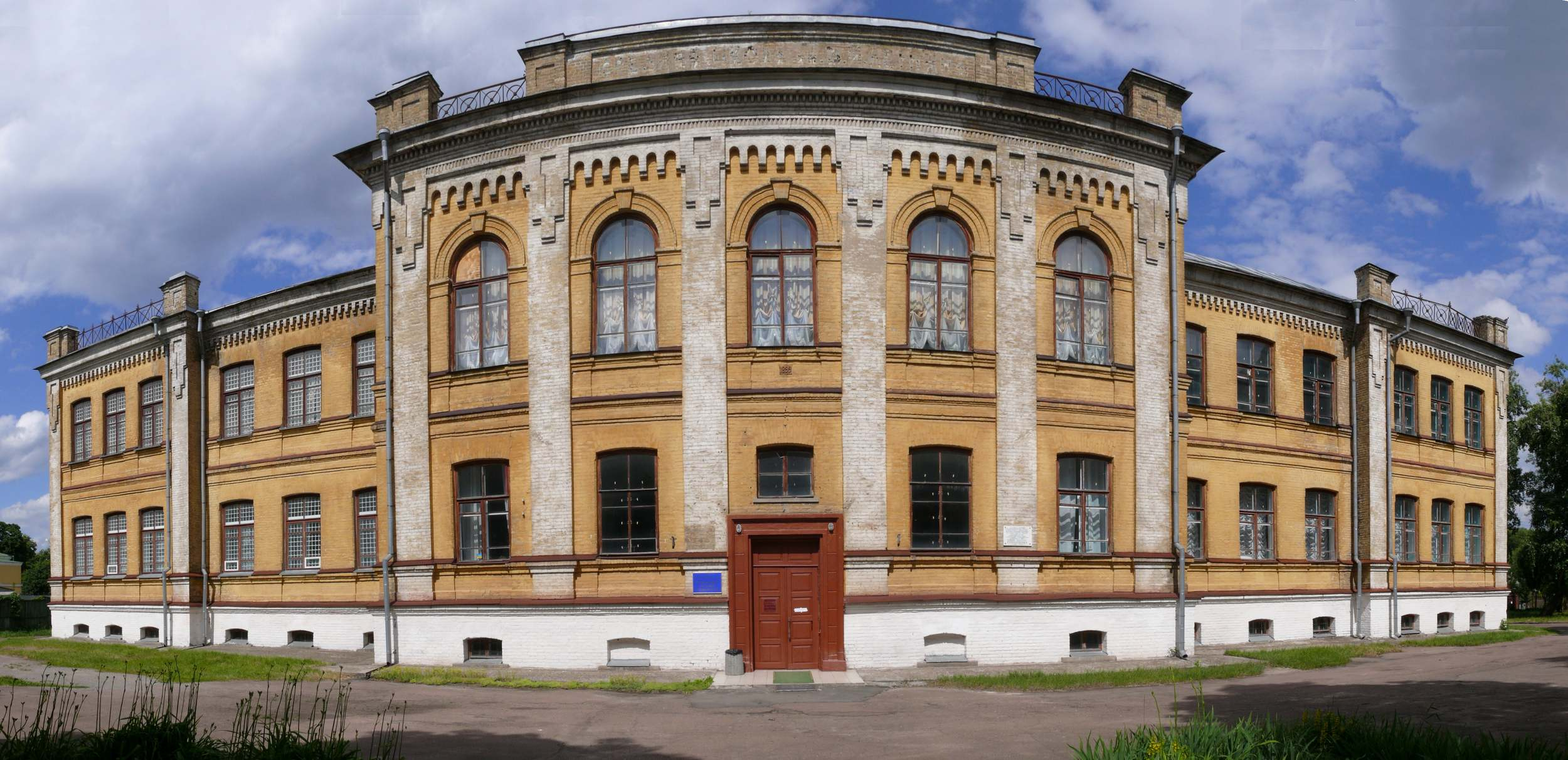
Областной художественный музей